# Lago Zavoj
El lago Zavoj (serbio: Завојско језеро, Zavojsko jezero) es un lago artificial en el este de Serbia, en el río Visočica. Fue creado en 1963 después de un gran deslizamiento de tierra que represó el río y la represa natural fue luego reemplazada por la central hidroeléctrica "Zavoj".

## Ubicación
El lago Zavoj se encuentra en el este de Serbia, en la parte norte de la región de Visok, cerca de la frontera entre Serbia y Bulgaria. El lago se encuentra en el valle del río Visočica, que es a la vez su principal tributario y el que aporta el principal caudal, entre las montañas de Stara Planina en el norte y Vidlič en el sur. El lago se encuentra a 16 km (9,9 millas) al norte de la ciudad de Pirot, cerca de la desembocadura de Visočica en el río Temštica y no está bien conectado con el resto de Serbia. Los asentamientos en las proximidades del lago, que se encuentra entre los menos poblados de Serbia, incluyen a Novi Zavoj, Velika Lukanja y Pakleštica.

## Historia
El 25 de febrero de 1963 un gran deslizamiento de tierra de las montañas Stara Planina se precipitó en el valle del río Visočica y represó el río creando una presa natural de 500 metros (1.600 pies) de largo y 50 metros (160 pies) de alto. Detrás de la presa se creó un embalse que inundó el pueblo de Zavoj. Este lago natural original se secó, se consolidó la presa natural y se recreó el lago artificial, esta vez como depósito para la central hidroeléctrica "Zavoj". En sustitución del pueblo inundado se creó el pueblo de Novi Zavoj en un terreno más alto
Inmediatamente después de que se terminó la represa, el gobierno serbio comenzó un proyecto de conducción de aguas desde el curso superior del Temštica (Toplodolska reka) hacia el lago. El proyecto continuó a principios de la década de 2000, pero la población local en la cuenca de Temštica protestó alegando que más del 80% del agua ya había sido extraída de su río y que una mayor captación de agua de la misma generaría una catástrofe ecológica, especialmente en el cañón del Temštica popularmente llamado "Little Colorado". Como resultado de esto, el municipio de Pirot se opuso oficialmente a la decisión del gobierno en 2004 y 2006, pero el gobierno insistió en continuar el proyecto. En protesta, la población de la aldea de Temska boicoteó las elecciones parlamentarias serbias en enero de 2007.

## Lugar paleontológico

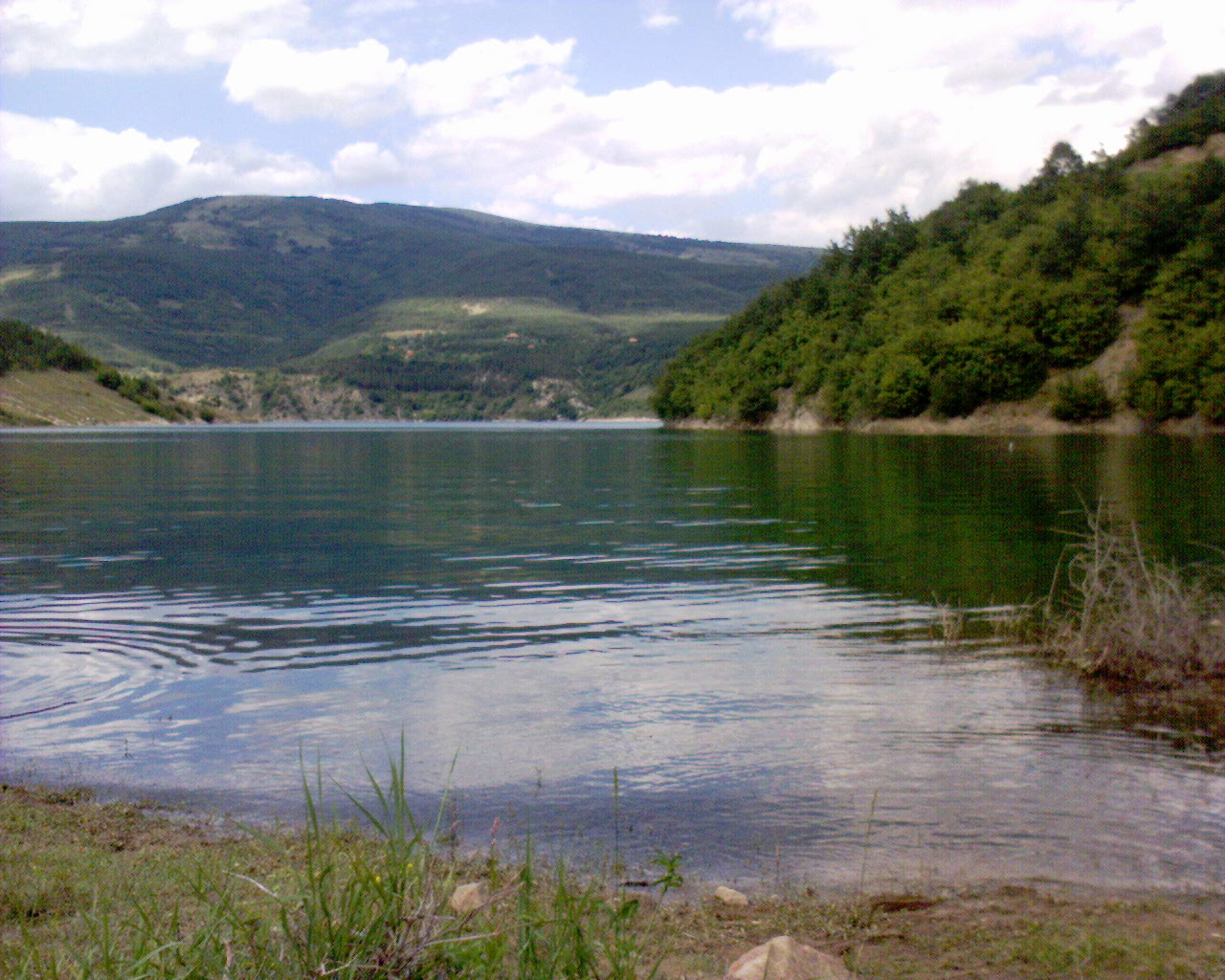
El lago

El lugar, ubicado a una altitud de 700-750 metros (2.300-2.460 pies), se descubrió en 2004 y la investigación preliminar comenzó en 2005 con la ayuda de los paleobiólogos alemanes de Friburgo. En el Triásico superior, hace entre 230 y 200 millones de años, el área era una parte poco profunda del gran océano tropical, el océano Tetis. El barro y los sedimentos petrificados en forma de placas son ricas en restos de conchas de moluscos (que se han encontrado en las laderas del Stara Planina a más de 1.440 metros o 4.720 pies), gusanos marinos, caracoles y otros animales marinos (cocodrilos marinos) , tiburones, moluscos gigantes) con señales de que también se pueden encontrar fósiles de  dinosaurios. En algunas secciones, los sedimentos del Triásico tienen más de 7 metros (23 pies) de profundidad